# Сорокин, Константин Николаевич
Константи́н Никола́евич Соро́кин (21 августа [3 сентября] 1908 — 16 мая 1981) — советский киноактёр. Народный артист РСФСР (1966).
Наиболее известен ролью деда Сливы в фильме «Стряпуха» и ролью карусельщика в фильме «Новые приключения неуловимых».

## Биография
Константин Николаевич Сорокин родился 3 сентября 1908 года в Санкт-Петербурге. Отец Николай Никанорович — литейщик, мать Софья Михайловна — домохозяйка.
Окончил театральную студию Н. Н. Ходотова (1930).

До 1933 года — актёр в театрах Пскова, Новгорода, Архангельска, Вологды.

В 1933—1942 годах — актёр Ленинградского мюзик-холла и Театра миниатюр.
С 1942 года — актёр Театра-студии киноактёра.
Константин Сорокин умер 16 мая 1981 года в Москве от инфаркта миокарда. Похоронен 18 мая на Востряковском кладбище (уч. 128).

## Награды и премии
- орден Красной Звезды (14 апреля 1944)
- орден «Знак Почёта» (12 апреля 1974)
- медаль «Ветеран труда» (23 августа 1978)
- заслуженный артист РСФСР (1957)
- народный артист РСФСР (1966)

## Фильмография
1. 1936 — Дубровский — Парамошка
2. 1937 — Балтийцы — Сорокин, вестовой
3. 1937 — Волочаевские дни — пьяный докер (нет в титрах)
4. 1937 — Дочь Родины — колхозник (нет в титрах)
5. 1937 — Шахтёры — Хромченко (нет в титрах)
6. 1938 — Год девятнадцатый — эпизод
7. 1938 — Медведь — слуга (нет в титрах)
8. 1938 — Одиннадцатое июля — партизан
9. 1938 — Человек с ружьём — адъютант генерала
10. 1939 — Доктор Калюжный — сторож в больнице
11. 1939 — Моряки — Стёпа (нет в титрах)
12. 1939 — Мужество — Власов, пилот
13. 1939 — Член правительства — Кузьма Телегин
14. 1940 — Музыкальная история — эпизод (нет в титрах)
15. 1940 — Небеса — Миронов
16. 1940 — Приятели — Жора
17. 1941 — Боксёры — Хромченко, боксёр
18. 1941 — Танкер «Дербент» — Миша, моторист
19. 1942 — Актриса — Зайцев
20. 1942 — Александр Пархоменко — солдат (нет в титрах)
21. 1942 — Антоша Рыбкин — Федя, боец-повар
22. 1942 — Боевой киносборник № 12 («Ванька») — денщик
23. 1942 — Котовский — ординарец
24. 1942 — Секретарь райкома — старик в избе (нет в титрах)
25. 1943 — Воздушный извозчик — Задунайский
26. 1943 — Юный Фриц — Франц, однополчанин Фрица
27. 1944 — Иван Грозный — Ерёма, пушкарь (нет в титрах)
28. 1945 — Близнецы — Гадалов, моряк
29. 1945 — Здравствуй, Москва! — завсегдатай пивного бара
30. 1946 — Синегория — мичман Пашков
31. 1947 — Новый дом — Полойка, счетовод
32. 1947 — Поезд идёт на Восток — начальник поезда
33. 1947 — Рядовой Александр Матросов — Миша Скворцов
34. 1949 — Кубанские казаки — продавец хомутов
35. 1950 — Донецкие шахтёры — шахтёр (нет в титрах)
36. 1950 — Щедрое лето — Филипп Фёдорович Теслюк
37. 1951 — Незабываемый 1919 год — Климов (нет в титрах)
38. 1951 — Спортивная честь — Костя, шофёр (нет в титрах)
39. 1951 — Тарас Шевченко — рыжий ефрейтор
40. 1952 — Максимка — Сойкин, писарь
41. 1954 — Герои Шипки — Макар Лизюта
42. 1954 — Укротительница тигров — Ферапонт Ильич, главбух
43. 1955 — Максим Перепелица — старшина Саблин
44. 1955 — Сын — Панечкин, бригадир-жулик
45. 1956 — Она вас любит! — Жмухин
46. 1956 — Первые радости — Мефодиев, актёр
47. 1956 — Разные судьбы — Пётр Петрович, начальник отдела кадров
48. 1957 — Крутые ступени — Барашков
49. 1957 — Наши соседи — Михаил Леонтьевич Мурашко
50. 1958 — Кочубей — Митька Шило
51. 1958 — Олеко Дундич — командир красных
52. 1959 — Косолапый друг — директор цирка
53. 1959 — Любовью надо дорожить — Платон Васильевич Петушков
54. 1959 — Необыкновенное путешествие Мишки Стрекачёва — Василий Семёнович, мастер
55. 1960 — Твои друзья — Лапушкин
56. 1960 — Трижды воскресший — Василий Васильевич Киселёв
57. 1962 — Мальчик мой! — Брыкин
58. 1962 — Черёмушки — Курочкин, муж-новосёл
59. 1962 — Шестнадцатая весна — дядя Петя
60. 1964 — Три сестры — Чебутыкин
61. 1965 — Спящий лев — Василий Иванович Цветков, кассир банка
62. 1965 — Стряпуха — дед Слива
63. 1966 — Нет и да — Матвей Матвеевич, комендант
64. 1967 — Осенние свадьбы — дядя Миша
65. 1967 — Таинственный монах — Василий Павлович, комендант
66. 1967 — Хроника пикирующего бомбардировщика — Александр Михайлович, продавец военторга
67. 1968 — Новые приключения неуловимых — Мефодий Кузьмич, карусельщик
68. 1968 — Первая девушка — отец Никодим
69. 1969 — Повесть о чекисте — Андрей Кузьмич Слонов
70. 1970 — Город первой любви («Царицын — 1919 год») — Иван Христофорович, директор гимназии
71. 1970 — Опекун — Митрий Прокопыч Самородов, самогонщик
72. 1971 — Шутите? — печник
73. 1973 — Ни пуха, ни пера! — Пётр Иванович Передерий
74. 1974 — Ищу мою судьбу — Фёдор Илларионович
75. 1975 — Иван и Коломбина — Егорыч

### Озвучивание мультфильмов
1. 1950 — Дедушка и внучек — дедушка Медведь